# Chalcides levitoni
Chalcides levitoni là một loài thằn lằn trong họ Scincidae. Loài này được Pasteur mô tả khoa học đầu tiên năm 1978.